# Grote Gracht (Bredevoort)

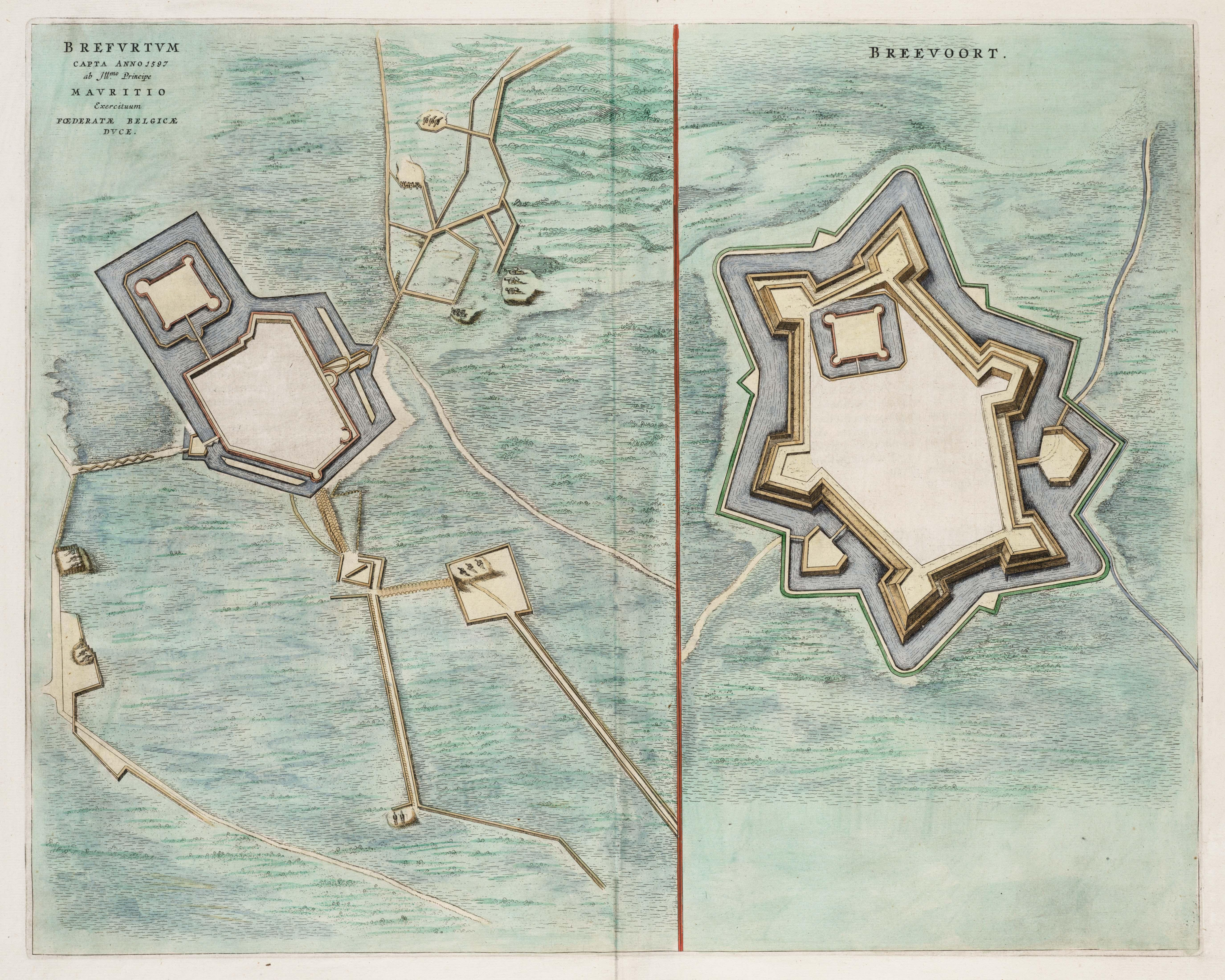
Bredevoort voor (links) en na (rechts) 1606

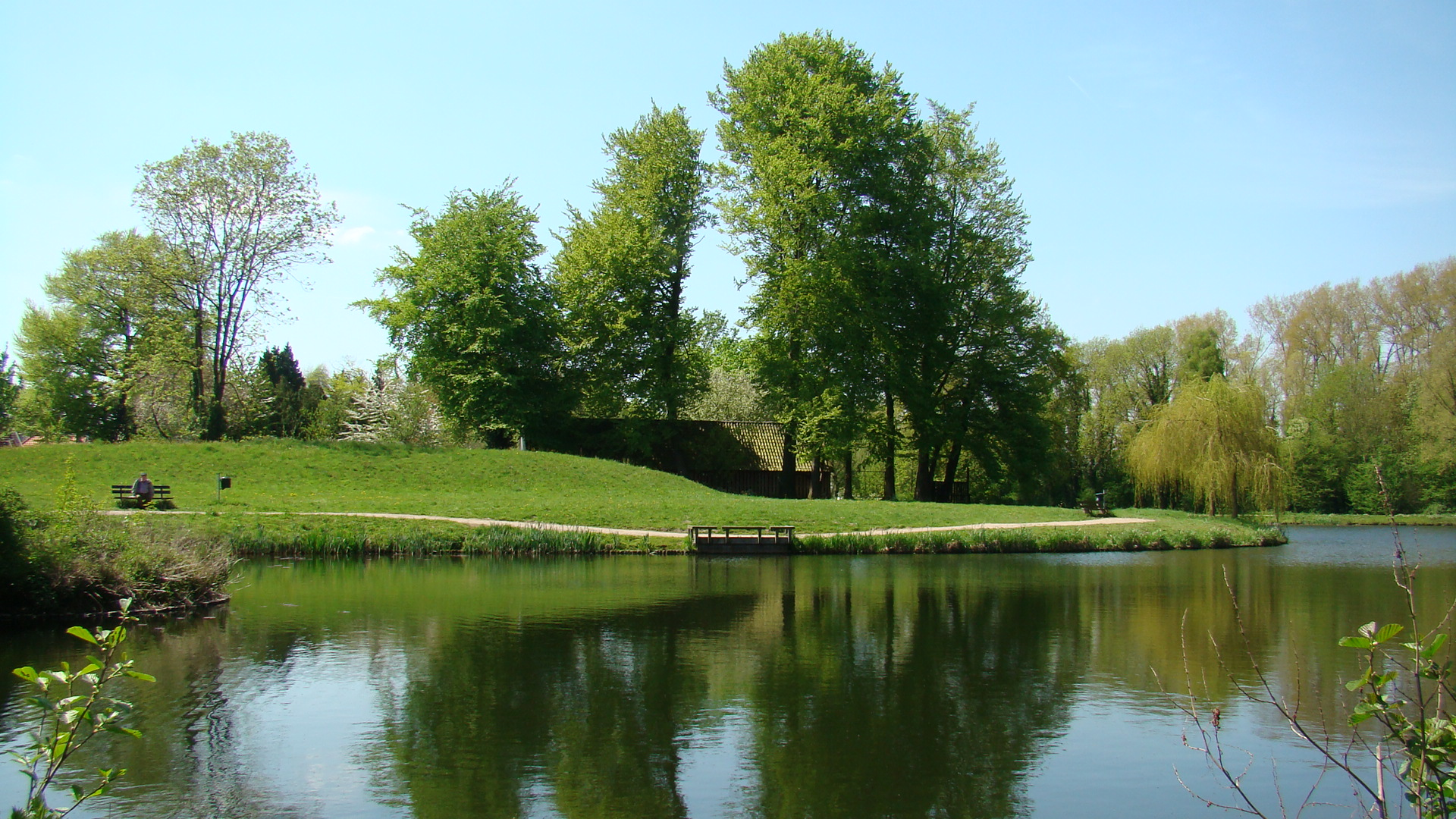
De Grote Gracht. De verhoging aan de oever is het restant van bastion Treurniet (vermoedelijk de onderwal)

De Grote Gracht is de jongste gracht in Bredevoort en maakte deel uit van de vestingwerken van Bredevoort. Hij loopt grofweg van zuidwest naar noordoost en begrenst het westelijk deel van de stad.

## Geschiedenis
De eerste gracht werd vermoedelijk omstreeks 1100 gegraven, toen er van de stad Bredevoort nog geen sprake was. In die tijd moet het kasteel Bredevoort zijn ontstaan, waarna op het terrein van de voorburcht een nederzetting moet zijn ontstaan die uitgroeide tot een stad. Na het beleg van 1597 bleek dat de oude verdedigingswerken door de komst van het buskruit achterhaald en werden plannen gemaakt tot modernisering en uitbreiding.
In maart 1606 werd door de vestingbouwkundige Adriaen Anthonisz van Alcmaer rondom de oude gracht een nieuwe gracht met wallen aangelegd. Ter hoogte van de Grote gracht werden de bastions Treurniet en Vreesniet aangelegd. Aan de rand van de gracht een bedekte weg waarvan het pad tegenwoordig nog bestaat. In de 18e eeuw werden delen van de stadswallen ontmanteld. In de jaren 30 van de 20e eeuw een groot deel van de grachten gedempt. Bewaard gebleven is een gedeelte ten noordwesten van de stad: de grote gracht, en de Kleine Gracht, waarvan de kleine gracht een grachtje is van het ravelijn dat hier lag. Op de plaats van de ontmantelde bastions werd in 1700 het rentmeestershuis Sint Bernardus gebouwd met een Engelse tuin geheel naar de mode uit die tijd. De tuin is opengesteld voor wandelaars.

## Gebouwen
Gezichtsbepalende gebouwen aan de Grote Gracht:
- het "Theehuisje"
- de Lourdesgrot
- de Aalterpoort

Ook het Bredevoortse sociale leven voltrekt zich voor een deel aan deze gracht: de hengelsport, schaatsen in de winter, en de gondelvaart in Bredevoort.
Aalterpoort · Misterpoort · Onversaegt · Orange · Ossenkop · Treurniet · Stoltenborg · Vreesniet · Welgemoed · Grote Gracht · Kleine Gracht
't Boerderi'jken · Bouwhuis Wever · De Prins van Oranje · Eskes · Grote Gracht · Hozenstraat 16 · Kerkstraat 13 · Kuupershuusken · Landstraat 10 · Markt 1 · Markt 5 · Markt 7 · Misterstraat 85 · Sint Bernardus · Sint-Joriskerk · Vestingpark · 't Zand 2